# Municipio de Towamencin
El municipio de Towamencin  (en inglés: Towamencin Township) es un municipio ubicado en el condado de Montgomery en el estado estadounidense de Pensilvania. En el año 2000 tenía una población de 17.597 habitantes y una densidad poblacional de 701 personas por km².

## Geografía
El municipio de Towamencin se encuentra ubicado en las coordenadas 40°14′23″N 75°19′48″O / 40.23972, -75.33000.

## Demografía
Según la Oficina del Censo en 2000 los ingresos medios por hogar en la localidad eran de $66,736 y los ingresos medios por familia eran $80,167. Los hombres tenían unos ingresos medios de $56,870 frente a los $36,879 para las mujeres. La renta per cápita para la localidad era de $30,559. Alrededor del 2,9% de la población estaban por debajo del umbral de pobreza.